# Lista postaci serialu Taniec rządzi
Lista postaci z serialu Taniec rządzi.

## Postacie pierwszoplanowe

### CeCe Jones
Cecilia Amanda „CeCe” Jones (Bella Thorne) – starsza siostra Flynna i córka Georgii, najlepsza przyjaciółka Rocky. Jest zadziorna, niezależna, uparta i ambitna. Ubiera się oryginalnie i prowokacyjnie. Ma naturę przywódczyni, jednak czasem traci wiarę w swoją inteligencję. Tańczy wraz z Rocky w programie „Taniec rządzi” w Chicago. W jednym z odcinków dowiadujemy się, że ma dysleksję.

### Rocky Blue
Raquel Alexandra „Rocky” Blue (Zendaya) – młodsza siostra Ty'a i najlepsza przyjaciółka CeCe. Jest inteligentna i wrażliwa, a jej emocje mają wpływ na innych. Jest pracowita i osiąga doskonałe wyniki w nauce (dostaje w szkole same piątki). W odcinku pt. „Add It Up” dowiadujemy się, że gdy była mała bała się, że nocnik ją wciągnie, przez co nosiła pieluchy do szóstego roku życia. Jest wegetarianką. W jednym odcinku 3 serii pocałowała Logana.

### Flynn Jones
Flynn Justin Jones (Davis Cleveland) – młodszy brat CeCe i syn Georgii. Jest niesamowicie bystry jak na swój wiek i potrafi wykorzystać każdą sytuację. Uwielbia bekon, gry wideo i doprowadzanie swojej siostry do szału. Jego kolega to Henry – korepetytor CeCe.

### Ty Blue
Tyler ''Ty'' Joseph Blue (Roshon Fegan) – starszy brat Rocky. Wyluzowany, modny i sarkastyczny. Jest delikatny w tańcu, ale jeszcze delikatniej obchodzi się z dziewczynami. Lepiej tańczy od CeCe i od Rocky, ale nie ujawnia tego światu.

### Deuce Martinez
Martin ''Deuce'' Martinez (Adam Irigoyen) – przyjaciel Rocky, CeCe, Flynna i Ty'a. Pod kurtką ma mały sklepik. Jest sprytny, wyluzowany, ma wielu znajomych i zawsze wszystko wie. Wszędzie ma kontakty. Jego dziewczyna to Dina. Jeśli potrzebujesz biletów na koncert, musisz się zgłosić właśnie do niego.

### Gunther Hessenheffer
Gunther Hessenheffer (Kenton Duty) – dwujajowy bliźniak Tinki pochodzący z małego górskiego kraju o niemożliwej do wymówienia nazwie. Jest w szkole (razem z Tinką) na wymianie od pierwszej klasy. Jego zauważalny akcent i zamiłowanie do błyszczących ciuchów wyróżnia go z tłumu. Jest znajomym, a jednocześnie rywalem Rocky i CeCe w programie „Taniec rządzi w Chicago” i w szkole. W 3 sezonie odejdzie z głównej obsady i nie wystąpi już w ogóle w serialu.

### Tinka Hessenheffer
Tinka Hessenheffer (Caroline Sunshine (w odcinku pilotażowym Stefanie Scott)) – dwujajowa bliźniaczka Gunthera pochodząca z małego górskiego kraju o niemożliwej do wymówienia nazwie. Jej zauważalny akcent i zamiłowanie do błyszczących ciuchów wyróżnia ją z tłumu. Jest znajomą, a jednocześnie rywalką Rocky i CeCe w programie „Taniec rządzi w Chicago” i w szkole. Po odejściu Gunthera zaprzyjaźnia się z nimi.

## Postacie drugoplanowe

### Georgia Jones
Georgia Jones (Anita Barone) – matka CeCe i Flynna. Jest policjantką i groźna z niej zawodniczka. Jest rozwiedziona.

### Gary Wilde
Gary Wilde (R. Brandon Johnson) – prowadzący programu ,,Taniec rządzi w Chicago”. W odcinku Add It Up podkochiwał się w matce CeCe i Flynna. W 3 sezonie zostaje zwolniony z pracy.

### Henry Dillon
Henry Dillon (Buddy Handleson) – jest najlepszym przyjacielem Flynna i korepetytorem CeCe. Zapisał się wraz z Flynnem na karate. W odcinku Three's a Crowd It Up uczył w szkole Flynna, ale potem zrezygnował. Wraz z Flynnem (odcinek Twist It Up) pokonali złego zbuntowanego robota. Jest zbzikowanym geniuszem.

### Dina Garcia
Dina Carol Garcia (Ainsley Bailey) – dziewczyna Deuce'a. Jej ojciec pochodzi z Kuby, a matka z USA.

### Marcie Blue
Marcie Blue (Carla Renata) – matka Rocky i Ty'a oraz żona Curtisa Blue. Kupiła nowy samochód, gdy jej męża nie było.

### Curtis Blue
Curtis Blue (Phil Morris) – ojciec Rocky i Ty'a oraz małżonek Marcie. Chciał, aby jego dzieci zostały tak jak on – lekarzami, ale oni udowodnili, że lubią to co robią i pozwolił Rocky być w programie, a Ty'owi pozwolił być raperem pod warunkiem, że weźmie go na rozdanie Grammy.

### Wujek Frank
Frank Martinez (Jim Pirri) – wujek Deuce'a oraz założyciel Crusty's.

### Logan Hunter
Logan Hunter (Leo Howard) - syn Jerem'yego, który chce wziąć ślub z Georgią. Jego przyrodnią siostrą jest CeCe, a przyrodnim bratem Flynn. Miał przezwisko ''Mały Skuter". Nie lubi CeCe, za to jest zakochany w Rocky. Pojawia się w 3 sezonie.

## Postacie epizodyczne
- Pani Locassio (Renée Taylor) – starsza pani, która nie lubiła Rocky (odcinek „Give It Up”). Była tancerką w Vegas.
- Pani Garcia (Maggie Wheeler) – matka Diny. Początkowo nie lubiła Deuce'a, później przekonuje się do niego. Lubi urządzać urodziny Diny hucznie, pomimo że ta woli małe imprezy z przyjaciólmi.
- Don Rio Garcia (właściwie to Antonio Jimenez Ricardo Estevan Octavio Rosario Santa Stefan Mitch Hector Shakira Garcia) (John D’Aquino) – ojciec Diny. Ma świnkę – Pinkie.
- Larry Diller (Larry Miller) – prawnik. Syn ma go za zgrzybiałego dziada, więc chciał zapisać się na obóz taneczny Rocky i CeCe, żeby syn uważał go za fajnego tatusia. Doradził Flynnowi, żeby się nie poddawał, jak mu zależy na Suzy. Nie przegrał jeszcze żadnej rozprawy.
- Suzy Richman (Ashley Boettcher) – dziewczynka z obozu tanecznego Rocky i CeCe. Flynn jest zakochany w Suzy, ale Suzy mówi, że Flynn nie jest w jej typie. Flynn i Suzy w końcu rozpoczęli relację.
- Doktor Pepper (Harriet Sansom Harris) – terapeutka, która musiała pomagać CeCe i Rocky, bo CeCe wymyśliła, że non stop się kłócą, ale tak naprawdę nie było to prawdą, tylko w trakcie tych terapii się zaczęły kłócić.
- Kat (lub Evie) (Kerris Dorsey) – dziewczyna, która podszywała się za CeCe. Chciała ją zastąpić w programie Taniec rządzi w Chicago. Uczęszcza do Liceum Johna Hughesa. Jest wielką fanką programu Taniec rządzi w Chicago. Pierwszy raz CeCe i Rocky spotykają Kat w Crusty's.
- Eileen Keller (Caitlin Carmichael) – brała udział w konkursie piękności. Ubierała się jak chłopak. Wygrała konkurs piękności dzięki Rocky i CeCe.
- Pani Winslow (Cat Deeley) – wicedyrektorka szkoły John Hughes High School. Skazała na zawieszenie Frankie'go, chciała też Rocky, ale uświadomiła się, że Rocky była niepoczytalna w trakcie popełnienia tego czynu.
- J.J. Jones (Matthew Glave) – ojciec Flynna i CeCe oraz były mąż Georgii Jones.
- Edie Wilde (Anita Gillette i Bella Thorne (jako Edie w 1953) – babcia Gary’ego i była tancerka w American Jukebox (pierwszy lokalny show taneczny w telewizji w latach 50 XX dla nastolatków). Występowała jako wyróżniona tancerka Taniec rządzi w Chicago z jej grupą taneczną – Lisice.
- Jeremy Hunter (Anthony Starke) - kapitan straży pożarnej w Taniec rządzi w Chicago, ojciec Logana Huntera. Jego pierwszy występ był w odcinku Fire It Up. Był zakochany w Georgii Jones.